# Dicky Cheung
Dicky Cheung Wai-kin (n. 8 de febrero de 1965) es un actor y cantante hongkonés.

## Carrera
Ingresó en el mundo del espectáculo a principios de los años 1980, firmó contrato con la cadena de televisión TVB. Ganó la tercera edición de "New Talent Singing Awards" en 1984. Hasta mediados de los años 90, Dicky luchó durante muchos años trabajando  siendo un actor y cantante, mal pagado y participó de vez en cuando en películas. No fue hasta su brillante interpretación del personaje en la serie "Monkey King", difundida por la red TVB, una adaptación de la novela clásica china "Journey to the West" o "Viaje al Oeste" de 1996, su popularidad comenzó a crecer. Se planificó una secuela de la adaptación televisiva, pero debido a una disputa contractual con TVB, Cheung se fue antes de que comenzara la producción. Benny Chan Ho Man, tomó el puesto de la serie  "Monkey King" en la secuela. Cheung luego se fue al extranjero a Taiwán para continuar su carrera. 
Allí ha participado en muchas producciones de televisión de Taiwán desde entonces. En 1999, la estación rival de TVB, ATV, adquirió los derechos de transmisión de Hong Kong, para una serie de televisión taiwanesa, para protagonizar en la serie "Young Hero Fong Sai Yuk". Cheung encarnó al joven guerrero de la serie "Fong Sai Yuk", un personaje que también fue interpretado por Jet Li, en la película Fong Sai Yuk. Todo fue un éxito instantáneo en Hong Kong y se las arregló para ganar las calificaciones más altas de la propia serie de televisión de TVB.

## Vida personal
En 2007, Dicky Cheung se casó con la actriz Zhang Qian en Pekín, aunque su boda se celebró por separado en Boracay en 2009. 
Antes de su actual matrimonio, se vio involucrado en breves relaciones con otras actrices como Elvina Kong y Jessica Hsuan. 

## Filmografía

### Televisión
- Swordsman (2013)
- Heroes of Sui and Tang Dynasties 1 & 2 (2012)
- The Legend of Hundred Family Surnames (2011)
- The Next Magic (2011)
- Shi Da Qi Yuan (2008)
- The Kung Fu Master Wong Fei Hung (2008)
- Project A (2007)
- Ayo (2007)
- The Proud Twins (2005)
- Magic Chef (2005)
- Hero / Tian Xia Di Yi / Number One in the World (2005)
- The Luckiest Man (2005)
- The Legend of the Treasure Basin (2004)
- Kung Fu Soccer (2004)
- Taiji Prodigy (2003)
- The Monkey King: Quest for the Sutra (2002)
- The Luckiest Man (2003)
- Mr. Winner (2002)
- Smart Kid (2001)
- Chess Warriors (2001)
- The New Adventures of Chor Lau-heung (2001)
- The Duke of Mount Deer (2000)
- Young Hero Fang Shiyu (1999)
- Swordman I (1999)
- Happy Flying Dragon I, II, III (1997)
- Journey to the West (1996) – Sun Wukong
- The Buddy Gang' (1995)
- "Money and Fame" (1992)
- Edge of Righteousness (1992)
- Wong Fei Hung Returns (1992)
- Mystery of the Twin Swords II (1992)
- Mystery of the Twin Swords (1991)
- The Little boy from China (1991)
- The Legend of the Book and the Sword (1987)

### Películas
- The Palace (2013)
- I Love Hong Kong 2012 (2012)
- Summer Love Love (2011)
- 72 Tenants of Prosperity (2010)
- Road corridor (2009)
- Money and Fame (2008)
- Eastern Legend (2007)
- Golden Chicken 2 (2003)
- Shaolin Popey II Messy Temple (1994)
- Bloody Brothers (1994)
- Chez 'n Ham (1993)
- Even Mountains Meet (1993)
- Holy Weapon (1993)
- Hero of Hong Kong 1949 (1993)
- Last Hero in China (1993)
- The Kung Fu Scholar (1993) – Lun Man Chui (Cantonese)
- The Black Panther Warriors (1993)
- Prince of Portland Street (1993)
- My Hero 2 (1993)
- Future Cops (1993)
- Hero – Beyond the Boundary of Time (1993)
- Vampire Family (1993)
- To Miss with Love (1988)
- The Good, the Bad & the Beauty (1988)
- Puppy Love (1985)
- Crazy Games (1985)
- Young Cops (1985)